# Wadi al-Ujun
Wadi al-Ujun (arab. وادي العيون) – miasto w Syrii, w muhafazie Hama. W 2004 roku liczyło 3371 mieszkańców.